# Palazzo di Brazzà

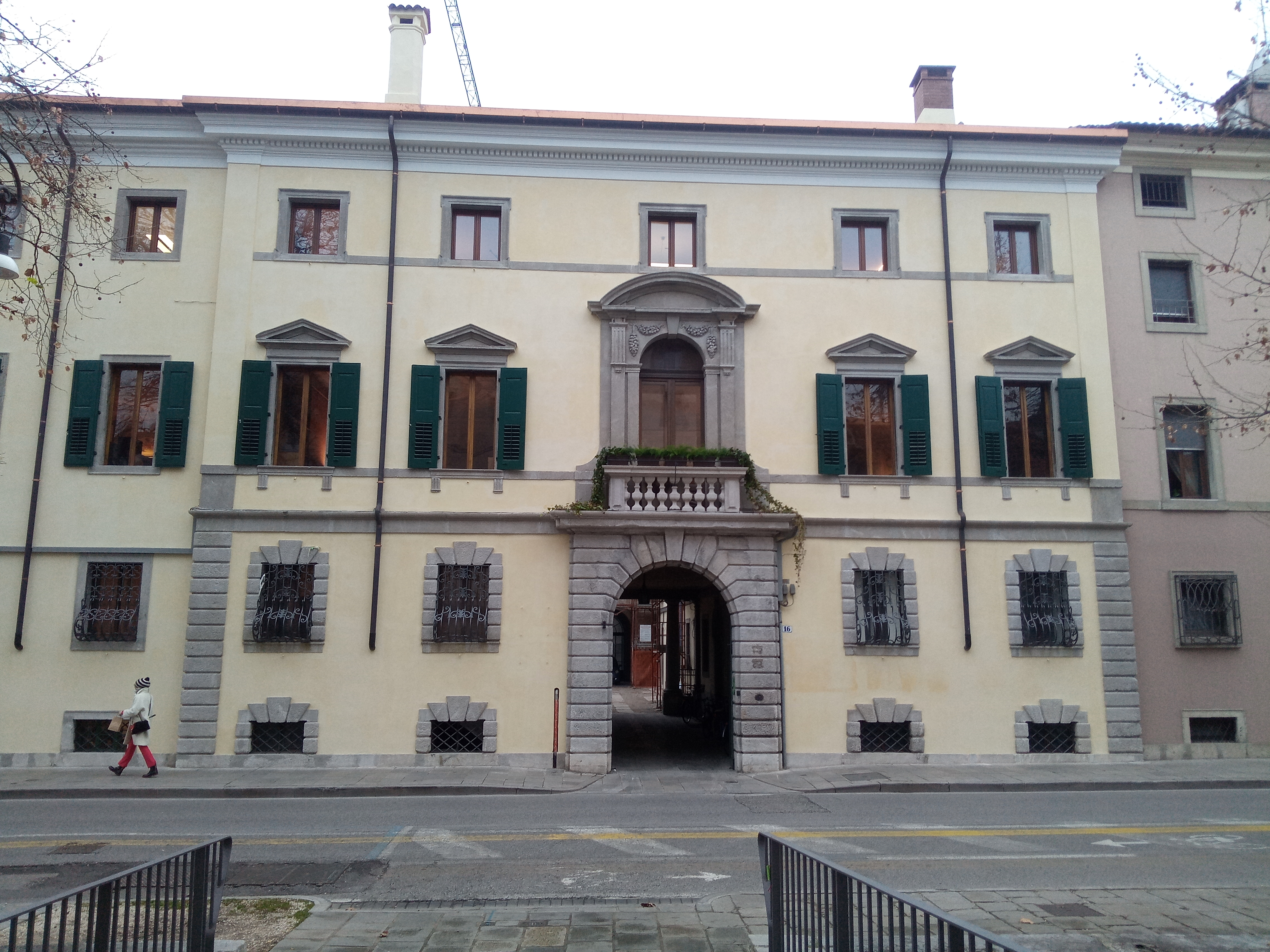
Palazzo di Brazzà in Udine

Der Palazzo di Brazzà ist ein Palast aus dem 16. Jahrhundert im Zentrum von Udine in der italienischen Region Friaul-Julisch Venetien. Er liegt in der Via Zanon, 16.

## Geschichte
Bereits Anfang des 16. Jahrhunderts existierte dieses Gebäude im Borgo Santa Maria und gehörte dem Haus Colloredo. Vom 16. bis zum 18. Jahrhundert wurde der Palast etlichen Umbauten unterzogen, bis er sein heutiges Aussehen annahm. 1783 gelangte das Gebäude in den Besitz des Grafen Di Brazzà. Dort weilten Ascanio di Brazzà und dessen berühmter Sohn Pierre Savorgnan de Brazza, wie sein Vater Entdecker und Gründer der Stadt Brazzaville in der Republik Kongo.
Später wohnte dort der Journalist Pacifico Valussi. Im Laufe des 19. Jahrhunderts wurde der Palast nicht verändert, auch wenn, wie in vielen anderen Palästen der Stadt, im Erdgeschoss Ladengeschäfte einzogen. Heute gehört der Palazzo di Brazzà einer Immobiliengesellschaft.

## Beschreibung
In seiner Typologie folgt der Palast dem Schema der Stadtpaläste Friauls, das stark unter dem Einfluss der Architektur Venedigs stand. Auch hier gibt es ein großes Atrium im Erdgeschoss, in das man durch ein großes Portal gelangt, das von oben durch ein Formteil aus regelmäßigem Bossenwerk eingerahmt ist, eine Dreiteilung der Fassade, die durch Pilaster, ebenfalls in Bossenwerk gehalten, begrenzt wird. In der Mitte befindet sich das Eingangstor und darüber der Balkon mit Rundbogen, der den Ehrensalon anzeigt, der durch ein Festonenmotiv geziert wird, flankiert von kleinen Pilastern, teils glatt, teils geriffelt, die die darüberliegende Lünette stützen. An den Seiten gibt es drei Reihen von rechteckigen Fenstern, die mit steinernen Rahmen, Tympana und gewölbten Geländern verziert sind. Auf der Rückseite des Palastes befindet sich der Hof. In die oberen Stockwerke gelangt man über die Veranda. Die beeindruckende Monumentaltreppe ist durch eine lebendige Steinarchitektur mit Eisen- und Holzgeländer gekennzeichnet und wird durch ionische Säulen und Pilaster, überragt von Obstkorbmotiven, getragen. Die Wände und anderen Oberflächen sind mit Fresken versehen. Von dort aus gelangt man direkt in den Hauptsalon, an dessen Seite sich ein Korridor befindet, der zu weiteren drei verzierten Sälen führt.

## Dekorationen

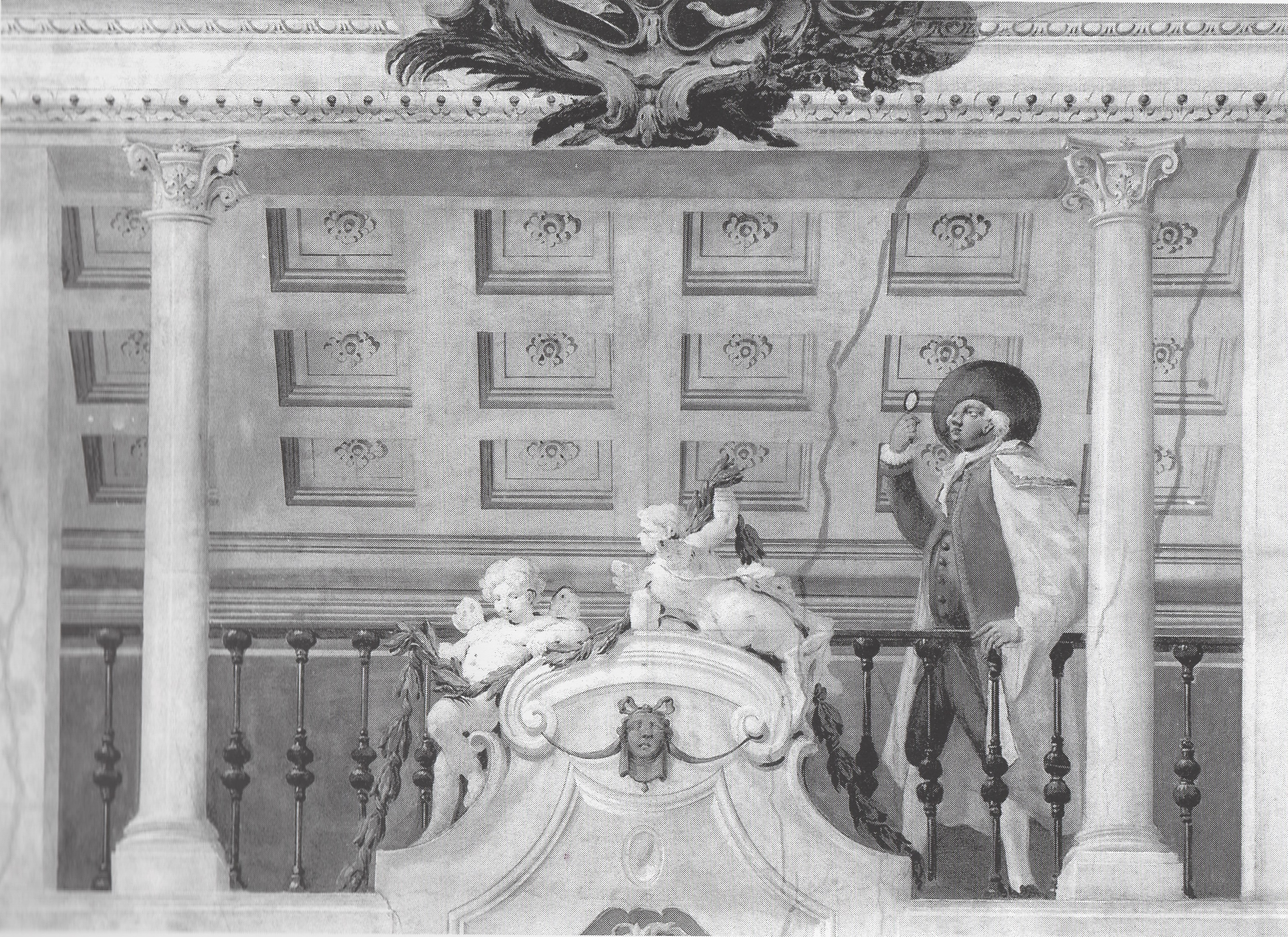
Fresko des Mannes mit Monokel

Über die Malereien im Palazzo di Brazzà ist nichts veröffentlicht und sie sind schwer zuzuordnen. Die letzten Untersuchungen, die bis jetzt Giambattista Canal als Urheber sahen, führen dazu, dass stattdessen der Maler Andrea Urbani für den wirklichen Autor gehalten wird.
Treppe:
- Nischen, die mit mythologischen Figuren bemalt sind;
- Monochrome;
- Mann mit Monokel, der an die Decke blickt.

Unter der Decke: Wappen der Brazzàs; Der Fall des Phaeton; Putten, die die Jahreszeiten zeigen.
Raum Nr. 1:
- Gemälde mit Grotesken und florale Motive;
- Monochrome, auf denen die vier Kontinente abgebildet sind (damals bekannt: Europa, Amerika, Asien und Afrika);
- Szene mit Ruinen;
- Szene mit barocker Architektur;

Decke: Endymion und Selene; Kampfszene zwischen Tieren.
Raum Nr. 2:
- Apollon;
- Narziss und Echo;
- Pan und Syrinx.

Decke: gelappte Rahmen:
- Venus;
- Diana;
- Juno;
- Flora – Frühling, der überall Blumen und Figuren mit Libellenflügeln verstreut.

Raum Nr. 3:
- Ellipse in der Mitte der Decke mit perspektivischem Durchbruch, der einen klaren Himmel darstellt;
- allegorische Verzierungen.